# 巴永河畔圣安托南
巴永河畔圣安托南（法語：Saint-Antonin-sur-Bayon）是法国罗讷河口省的一个市镇，属于普罗旺斯地区艾克斯区。该市镇2009年时的人口为124人。

## 人口
巴永河畔圣安托南人口变化图示
| 数据来源：INSEE |